# Biblioteca Central Infantil de San Sebastián
La Biblioteca Central Infantil de Donostia-San Sebastián es la sección infantil de la Biblioteca Central de San Sebastián, de la red de bibliotecas públicas, que sustenta y gestiona el ente público municipal Donostia Kultura, del Ayuntamiento de Donostia-San Sebastián.
El origen de la sección infantil de la biblioteca se remonta a 1970, cuando la bibliotecaria especializada en literatura infantil Concha Chaos comenzó a prestar este servicio en el tercer piso de la biblioteca de la Plaza de la Constitución con una colección inicial de 50 títulos. En esta ubicación, en un espacio limitado a 139 m² se ofrecían en los primeros años los servicios de consulta en sala, préstamo, y actividades puntuales (destacando entre ellas concursos literarios y de dibujo, visitas escolares). Así se desarrolla el servicio, hasta 1994 a la vez que se incrementan fondos y usuarios. 
En mayo de 1994 se inauguró la nueva ubicación de la Sección Central Infantil, un espacio de 665 m² dedicados al público infantil. Este cambio implica dos novedades significativas, además del incremento de espacio.
- La apertura en la sección infantil de un espacio específico para niños entre 0-5 años, bebetecas, haciendo realidad una idea traída de París con la intención de fomentar la lectura desde las edades más tempranas.

Es una idea que vi en una biblioteca de París. Allí, dos veces a la semana, organizaban actividades para padres que fueran con niños pequeños. La experiencia me gustó, y por eso cuando se diseñó esta Biblioteca Infantil reservamos un espacio para la Bebetecas. Está dirigido a niños de entre 0 a 5 años, que tienen que venir con algún adulto, para que empiecen a descubrir los libros. Es la edad ideal para iniciar a los niños en la lectura.
Concha Chaos. Haur Liburutegi Nagusia – Haur Liburuaren Dokumentaziogunearen arduraduna (1994-2007)

- La inauguración del Centro de Documentación del Libro Infantil, un servicio especializado para el público adulto centrado en el libro infantil y las bibliotecas infantiles.

El centro persigue un objetivo: la conservación, estudio, difusión y valoración de todo aquello relacionado con la literatura y las bibliotecas infantiles, con especial atención al entorno vasco, sus autores y obras.
El perfil de sus usuarios es el siguiente; público familiar, educadores, personal investigador y bibliotecario, y finalmente otros profesionales, entidades y particulares interesados en el libro y las bibliotecas infantiles. 
Concha Chaos fue la responsable del centro desde su inauguración hasta 2007, fecha en que se jubiló y le fue concedida la Medalla al mérito ciudadano de San Sebastián. A partir de 2007 Elena Oregi toma el relevo.

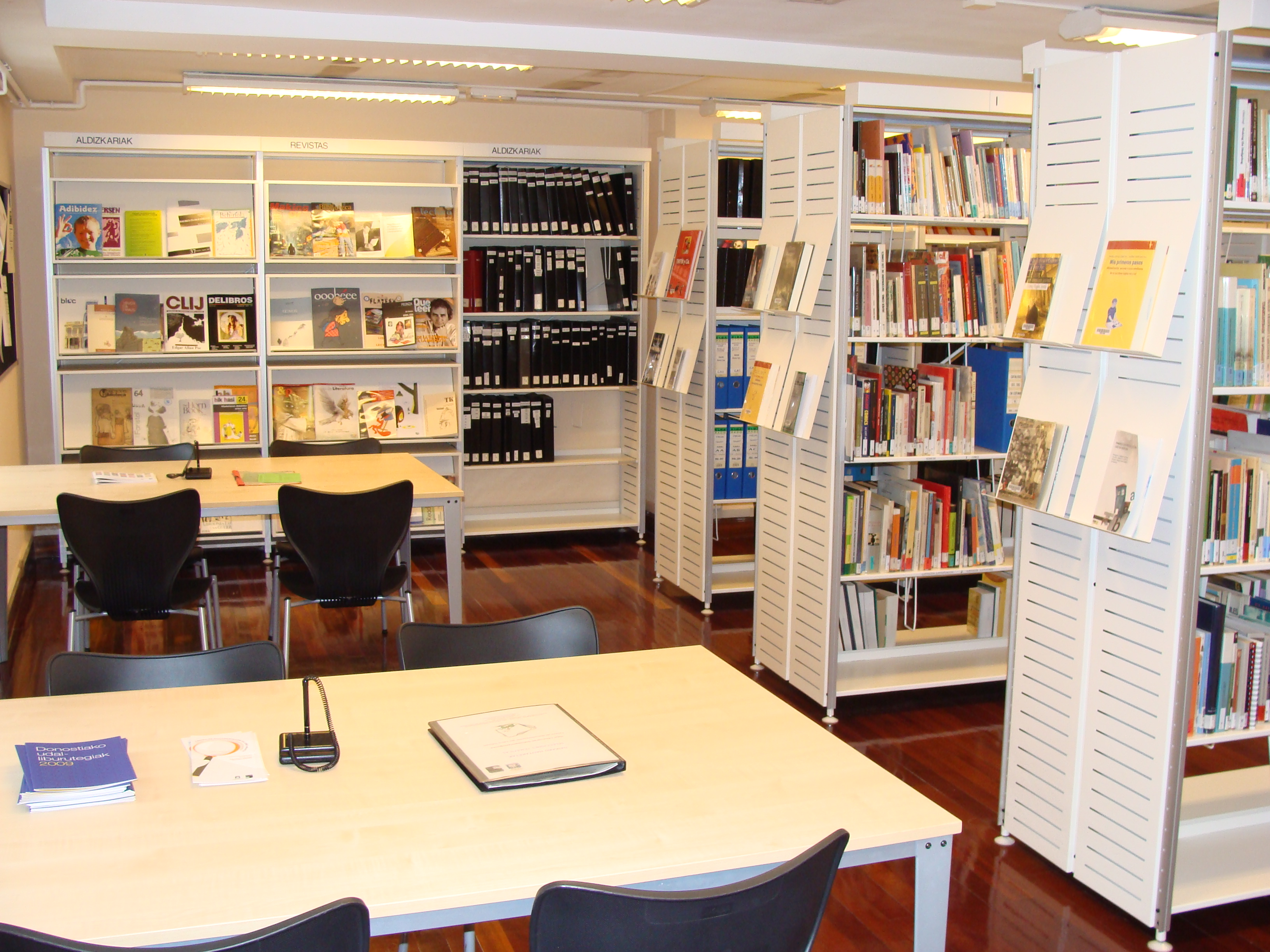
Centro de Documentación del Libro Infantil, inaugurado en 1994 por Concha Chaos (HLN).

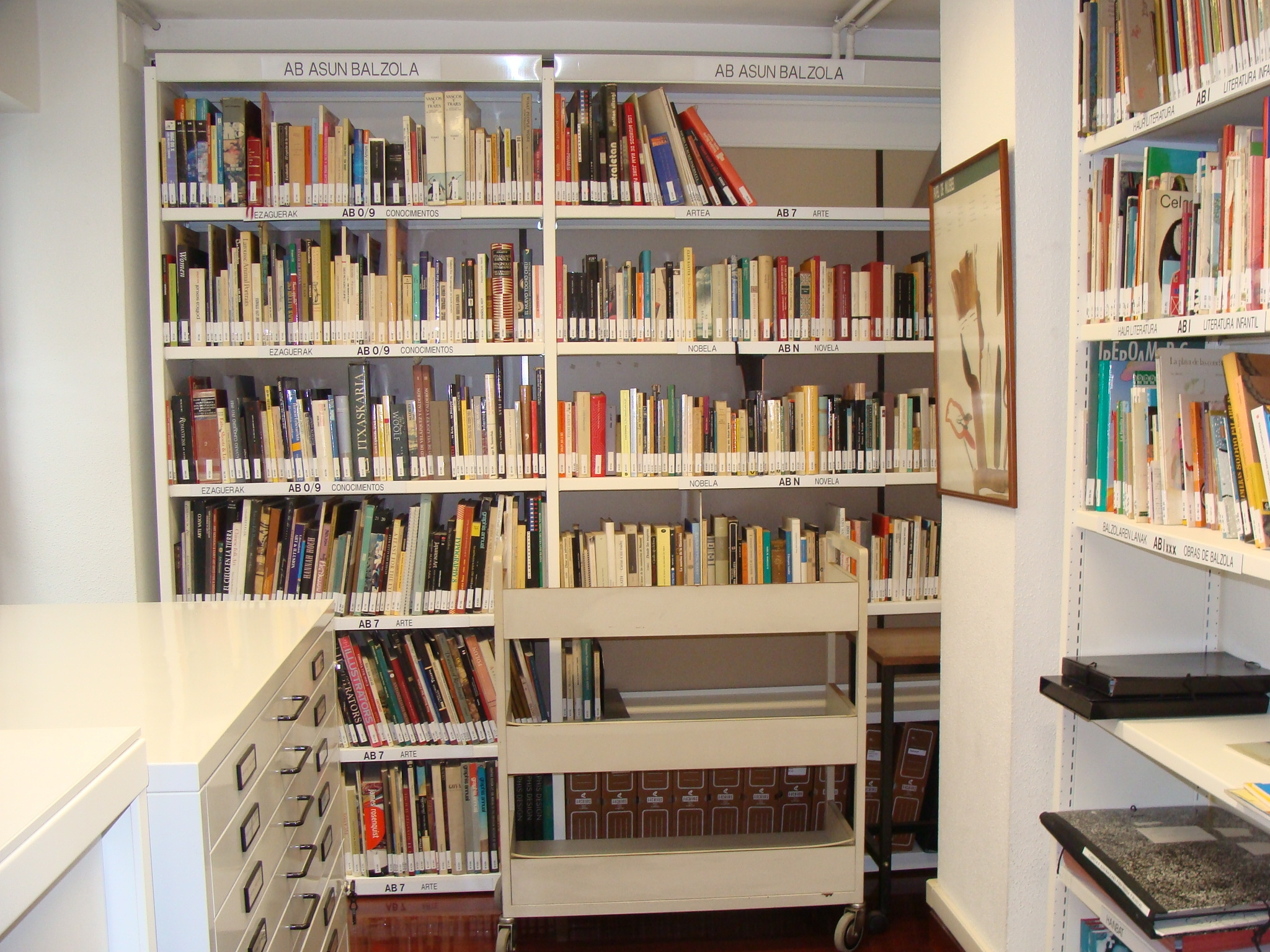
Donación Asun Balzola (Bilbao, 1942-2006), autora e ilustradora.

## Colecciones y servicios
El fondo completo de la Biblioteca Central. Sección Infantil en 2015 comprende 41.611 documentos en variados soportes, tanto de fondo moderno como del centro de documentación. De ellos a fondo infantil moderno corresponden 28.110 y 13.501 al Centro de Documentación. En el fondo histórico 10.827 ejemplares y 2.312 en la sala de referencia del centro de documentación. La colección GuraSOS para padres y madres suma 362 ejemplares. Destacan además 33 publicaciones periódicas, 9 de ellas digitales.
La oferta documental es complementaria : 
- En el fondo moderno: se puede encontrar casi todos los títulos publicados en euskera para niños y lo más relevante publicado en castellano.

En el fondo moderno destacan dos colecciones: fondo en otros idiomas y fondo de Lectura Fácil.
Además de en las lenguas oficiales, se ofertan otras once lenguas: catalán, gallego, inglés, francés, alemán, árabe, chino, polaco, portugués, rumano, ruso. Y en fondo de reserva pueden consultarse traducciones de obra de autores vascos, destacando la obra de la autora Mariasun Landa.
- En el fondo de reserva se conservan libros de conocimientos, narrativa y publicaciones periódicas.

Su procedencia geográfica abarca documentos editados en Euskadi, el estado, y fuera de España  (tanto en euskera, castellano como en otros idiomas). 
Su cobertura cronológica: Se remonta al siglo XIX (238 referencias), destacando Dickens, Andersen, Perrault, y en castellano “Cartilla para enseñar a los niños : con las oraciones de la Doctrina Cristiana”. (Pamplona, 1827).
De principios del siglo XX destacamos primeras ediciones de libros infantiles, especialmente en euskera. Sorgin-lapurra (San Sebastián, 1923), Pernando Amezketarra : bere ateraldi eta gertaerak de Gregorio de Mugika (San Sebastián, 1927), y las primeras cartillas escolares en euskera, ilustradas por Txiki: Martin Txilibitu (1931), Umearen laguna (2a ed. 1931), Xabiertxo (2a ed. 1932)... 
Entre las publicaciones periódicas infantiles destacan: Pelayos: semanario infantil (1936), Flechas y Pelayos (1938). En euskera, de fecha posterior: Ipurbeltz, Kili – Kili.
- Desde 2007 se incorpora al centro la donación de la escritora e ilustradora Asun Balzola (1942- 2006), ubicada en un espacio propio y compuesta principalmente por 1200 ilustraciones, incluyendo pruebas, bocetos y maquetas) además de otros elementos de su archivo personal (bibliografía, revistas, catálogos, documentación profesional y personal...)

Servicios
Los servicios de la Biblioteca destinados al  público infantil son principalmente lectura en sala y préstamo y aquellos relacionados con nuevas tecnologías, tal como pueden consultarse en la web. 
Esta oferta se complementa con actividades de fomento de la lectura, caracterizadas por diversidad en cuanto a edad, idioma (principalmente euskera, castellano, inglés), y soporte ( clubs de lectura usando ipads y otro con libro en papel. Así como programaciones anuales de sesiones infantiles de narradores de cuentos y visitas escolares.
Servicios para público adulto:
- Información e investigación: Atención de consultas (presenciales en sala o en la web)y difusión de información y documentación.
- Acceso a los documentos: Lectura en sala, préstamo de fondos, préstamo

interbibliotecario, reproducción de documentos (fotocopia y escáner), atención de solicitudes de compra. 
- Internet y nuevas tecnologías: wifi y ofimática, préstamo de e-books y ordenadores portátiles.
- Actividades de promoción de la lectura e iniciativas formativas para diverso público.

Sesiones de formación : Curso o taller anual para bibliotecarios públicos.
Desde 1999, en colaboración con las  bibliotecas escolares de Guipúzcoa se ha desarrollado un plan de formación y asesoramiento para la organización de bibliotecas escolares basado en cursos y seminarios. 
Actividades de promoción y difusiónvariadas en cuanto a periodicidad, formatos.
- Visitas (organizadas previa cita, con estudiantes, docentes, investigadores, bibliotecarios y otros colectivos interesados)
- Exposiciones, y difusión tradicional y digital de: selecciones temáticas, novedades, recomendaciones de recursos, guías de lectura, noticias, eventos.
- Conmemoración de efemérides, programación especial del Día de la biblioteca o del libro infantil, puntuales visitas estivales (grupos de tiempo libre, academias de idiomas, programa municipal de colonias abiertas Oporretan euskaraz)

Se desarrollan además otros dos programas en colaboración con sendas entidades:
- Bularretik mintzora (con Galtzagorri Elkartea (enlace roto disponible en Internet Archive; véase el historial, la primera versión y la última)., desde 2010 ). Su objetivo es el fomento de la lectura de literatura de calidad en euskera, en el entorno familiar y escolar. Comprende cursos y conferencias para docentes, padres y madres, un club de lectura, y la actividad de préstamo de fondos a escolares denominada “Motxila ibiltaria”.
- Irakurri baino lehen irakurtzen = Leer antes de leer (con la Asociación Artística-Sociocultural Mestiza, desde 2009). Espacio trilingüe para el encuentro en familia con cuentos y canciones.

Se trabaja en interacción con diversos interlocutores (centros escolares, profesionales del mundo del libro, y otros organismos públicos o entidades y asociaciones: ALDEE (enlace roto disponible en Internet Archive; véase el historial, la primera versión y la última)., Galtzagorri Elkartea (enlace roto disponible en Internet Archive; véase el historial, la primera versión y la última).)y se centran en satisfacer las necesidades de los usuarios